# Michal Viewegh
Michal Viewegh (Praga, 31 de marzo de 1962) es un novelista checo.
Es uno de los escritores checos que goza de mayor popularidad, habiéndose imprimido más de 750 000 copias de sus libros. Estos han sido traducidos a veintitrés idiomas y adaptados al cine en varias ocasiones.

## Biografía
Michal Viewegh se graduó en checo y educación en la Facultad de Filosofía y Letras de la Universidad Carolina de Praga. 
Posteriormente trabajó como profesor de escuela primaria y como redactor para una editorial. Desde 1995 se dedica en exclusivo a la literatura.
A finales de 2012, Viewegh sufrió una rotura de la aorta y en un principio no se supo si podría volver a escribir.

## Obra

### 1990 - 2006
El debut literario de Michal Viewegh en prosa tuvo lugar con Názory na vraždu (1990), una historia de detectives que sirve de pretexto para la caracterización de las relaciones humanas en un pequeño pueblo. En dicha novela, la diversidad de puntos de vista apoya los esfuerzos del autor por «llegar a la verdad con todas sus inconsistencias».
En su segunda novela, Báječná léta pod psa (1992), el autor presenta, a través de la historia de una familia, momentos cruciales de la historia reciente de Checoslovaquia, desde la década de 1960 hasta la caída del régimen comunista, utilizando un punto de vista humorístico pero no simplista.
Pese a que los personajes adultos aparecen haciendo compromisos con el régimen totalitario, el autor no procede a juzgarlos; Viewegh resalta cómo la realidad es mucho más compleja de lo que aparenta en su superficie.
La escena inicial de la obra —en donde el principal protagonista nace en el curso de una actuación teatral de Esperando a Godot de Beckett— se enmarca dentro de la línea de Viewegh de criticar mediante la ironía el pseudo-intelectualismo de las personas frente a la vida y el arte.
El autor recibió el premio Jiří Orten por este libro en 1993.
Su posterior novela, La educación de las chicas en Bohemia (Výchova dívek v Čechách, 1993), es considerada una especie de mutación postmoderna de la historia de una princesa triste, donde la heroína despierta a la vida, y en la que nuevamente aparece la familia como tema.
Se ha planteado que esta novela puede ser leída de cuatro maneras distintas: como la historia de la tragedia de una muchacha de veinte años; como una ingeniosa sátira del actual sistema educativo en la República Checa; como un "libro sobre la escritura de libros"; y, finalmente, como una irónica historia de amor.
Su libro Román pro ženy (2001) describe, desde una perspectiva ridícula, la vida amorosa de la protagonista —editora de una revista—, así como la de sus amigos. Filip Renč llevó al cine este texto en 2004. También fue llevada al cine su novela Případ nevěrné Kláry (2003), que relata lo que sucede cuando un novelista de éxito contrata a un detective privado para seguir a su esposa infiel.
En Fuera de juego (Vybíjená, 2004) Viewegh refiere la vida de un grupo de compañeros de clase de la escuela secundaria, desde su adolescencia hasta que llegan a la cuarentena.
La obra puede ser considerada un cuento sobre la amistad, el amor y el destino, pero también sobre el alcohol, la belleza y la fealdad; todo ello impregnado con una tristeza que penetra lentamente en las vidas de los personajes conforme van envejeciendo.
Galardonada con el premio Magnesia Litera de los lectores en 2005, incluso cosechó elogios por parte de aquellos críticos que tildan a Viewegh de escribir sólo para la masa de lectores.

### 2007 - presente

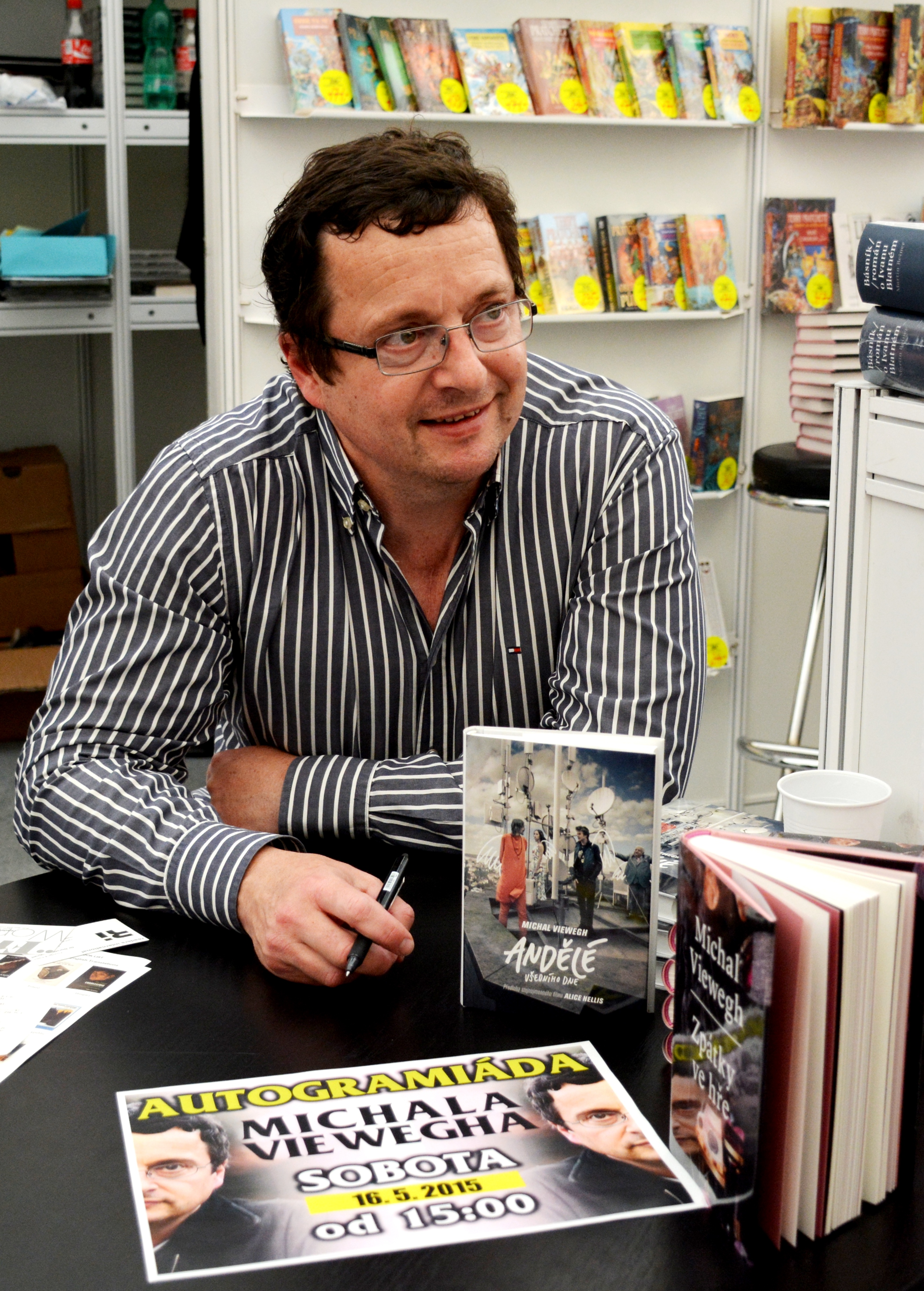
Michal Viewegh en 2015.

Andělé dne všedního (2007), novela escrita después de la muerte del padre del autor, marca un punto de inflexión en la obra de Viewegh. Con un estilo más sombrío que obras anteriores, relata una historia de ángeles y personas cuyos caminos se cruzan en un único día.
Biomanželka, publicada en 2010, describe la vida junto una mujer obsesionada con la salud, de nuevo en forma de situaciones absurdas, siendo la narradora una «doula» —asistente que proporciona apoyo físico y emocional a las mujeres durante el embarazo, el parto y el posparto— también insatisfecha.
Por otra parte, Mafie v Praze (2011) es un thriller literario que Viewegh escribió en colaboración con el periodista de investigación Jaroslav Kmenta.
Sobre este libro Kateřina Kadlecová indicó que «es uno de los mejores libros [de Viewegh]. El autor tenía en mente a los lectores de Dan Brown pero también tuvo en cuenta aquellos que están interesados en la mafia política de la Republica Checa».
Su continuación, Mráz přichází z Hradu (2012), no obtuvo, sin embargo, el mismo reconocimiento.
Tras el accidente cardiovascular sufrido por Viewegh en 2012 —suceso que plasmó en su libro Můj život po životě (2013)—, el autor retornó a la literatura con Biomanžel (2015), variación de la previa Biomanželka. El protagonista de este texto comparte con el autor la experiencia de una muerte clínica.

## Estilo
La obra de Viewegh es en gran parte autobiográfica y desde el principio de su carrera ha investido sus trabajos de ironía, de atención por el detalle, de los efectos de la alienación y de un agudo sentido en la apreciación de la psicología.
Su prosa —entretenida, muy legible, tópica, técnicamente inventiva y también muy bien comercializada— resulta atractiva para el lector común, si bien le ha granjeado la oposición de la crítica literaria, que en ocasiones la ha tildado de banal y carente de valor intrínseco.
No obstante, de acuerdo al escritor alemán Thomas Brussig, «sus libros son inteligentes aunque fáciles de leer», pudiendo ser Viewegh considerado el sucesor de Milan Kundera en cuanto a que su obra compagina lo sustancial e importante con lo meramente lúdico.

## Obras

### Novela
- Názory na vraždu (1990)
- Báječná léta pod psa (1992)
- La educación de las chicas en Bohemia (Výchova dívek v Čechách) (1994)
- Účastníci zájezdu (1996)
- Zapisovatelé otcovský lásky (1998)
- Román pro ženy (2001)
- Báječná léta s Klausem (2002)
- Případ nevěrné Kláry (2003)
- Fuera de juego (Vybíjená) (2004)
- Tři v háji (2004)
- Lekce tvůrčího psaní (2005)
- Andělé všedního dne (2007)
- Román pro muže (2008)
- Biomanželka (2010)
- Mafie v Praze (2011)
- Mráz přichází z Hradu (2012)
- Můj život po životě (2013)
- Zpátky ve hře (2015)
- Biomanžel (2015)

### Relatos
- Povídky o manželství a o sexu (1999)
- Krátké pohádky pro unavené rodiče (2007)

### Parodias literarias
- Nápady laskavého čtenáře (1993)
- Nové nápady laskavého čtenáře (2000)

### Teatro
- Růže pro Markétu aneb Večírky revolucionářů (2004)

### Biografías
- Báječný rok (2006)
- Další báječný rok (2011)
- Můj život po životě (2013)

### Colecciones en columnas de prensa
- Švédské stoly aneb Jací jsme (2000)
- Na dvou židlích (2003)